# Maslinovik
Maslinovik – bezludna wyspa w Chorwacji, na Morzu Adriatyckim.
Jest położona na południowy zachód od Primoštenu, zbudowana z wapienia i porośnięta makią. Zajmuje powierzchnię 0,35 km². Jej wymiary to 1,1 x 0,5 km, a maksymalna wysokość to 37 m n.p.m. Długość linii brzegowej wynosi 2,7 km.